# Родді
Родді (італ. Roddi, п'єм. Ròd) — муніципалітет в Італії, у регіоні П'ємонт,  провінція Кунео.
Родді розташоване на відстані близько 480 км на північний захід від Рима, 50 км на південний схід від Турина, 50 км на північний схід від Кунео.
Населення — 1594 особи (2014).
Щорічний фестиваль відбувається 15 серпня. Покровитель — Maria Santissima Assunta.

## Демографія
Населення за роками:

Станом на 1 січня 2023 року в муніципалітеті офіційно проживало 59 іноземців з 20 країн, серед них 22 громадяни країн Євросоюзу та 5 громадян України.

## Сусідні муніципалітети
- Альба
- Ла-Морра
- Монтічелло-д'Альба
- Санта-Вітторія-д'Альба
- Вердуно